# Crêt Malherbe
La Crêt Malherbe situata nel comune di Marcenod è la vetta più alta dei monti Lionesi. 
Alta 946 metri, offre una vista panoramica sulla Catena montuosa delle Alpi e il massiccio di Pilat. Piccola e discreta, è meno visibile rispetto al segnale di Saint-André che arriva fino a 934 metri e che si distacca dalla cresta, ovvero la linea di congiungimento di due versanti montuosi opposti, in direzione delle colline Lionesi, ben visibili sia da Lione che dall’interno dei monti Lionesi.